# Família Spurinna
Els Spurinna o Spurinas són una família de l'aristocràcia etrusca originària de Tarquínia que probablement van viure entre els segles vi-iv aC
- Larth Spurinna, pare de Velthur[1][2]
  - Velthur Spurinna, conegut com a «Velthur el Gran», espòs de Ravnthu Thefrinai.[3][4][5]
    - Velthur el Jove, el seu fill.
      - Vèl·lia Spurinna, la seva neboda.
      - Avle Spurinna (o Aulus pels romans), el seu nebot.[6]

La Família Spurinna (Larth, Velthur, Aulus) va ser molt activa i es va imposar a la Lliga Etrusca per contrastar temporalment l'expansió de Roma.